# Canberra Women's Classic 2002
Il Canberra Women's Classic 2002 è stato un torneo di tennis giocato sul cemento. È stata la 2ª edizione del torneo di Canberra, che fa parte della categoria Tier V nell'ambito del WTA Tour 2002. Si è giocato al National Sports Club di Canberra in Australia, dal 7 al 13 gennaio 2002.

## Campionesse

### Singolare
Anna Smashnova ha battuto in finale  Tamarine Tanasugarn con il punteggio di 7–5, 7–6(2)

### Doppio
Nannie de Villiers /  Irina Seljutina hanno battuto in finale  Samantha Reeves /  Adriana Serra Zanetti con il punteggio di 6–2, 6–3